# Kabul Premier League
Kabul Premier League to półprofesjonalna liga afgańska znajdująca się na najwyższym szczeblu rozgrywek piłkarskich (równolegle do Afgańskiej National League). Gra w niej 12 drużyn pochodzących z Kabulu. Liga została założona w 2006, by poprawić grę drużyny narodowej. Każde zespoły grają ze sobą tylko raz w sezonie. Wszystkie mecze są rozgrywane na Ghazi Stadium w Kabulu. Z powodu posiadania tylko jednego stadionu, zespoły muszą rozgrywać swoje mecze w różnych terminach.

## Skład ligi w sezonie 2010/2011
Liga skupia 12 drużyn. Wszystkie zespoły pochodzą ze stolicy kraju, Kabulu.
- Esteqlal Kabul
- Hakim Sanayi Kabul
- Javan Azadi Kabul
- Javan Minan Kabul
- Kabul Bank
- Khurasan Kabul
- Maiwand Kabul
- Ordu Kabul
- Pamir Kabul
- Seramiasht Kabul
- Shooy Kabul
- Solh Kabul
- Maiwand Kabul

## Zwycięzcy Kabul Premier League
| Rok  | Klub       |
| ---- | ---------- |
| 2006 | Ordu Kabul |
| 2007 | Ordu Kabul |
| 2008 | Ordu Kabul |
| 2009 | Kabul Bank |

## Liczba tytułów
| Klub       | Liczba tytułów |
| ---------- | -------------- |
| Ordu Kabul | 3              |
| Kabul Bank | 1              |